# Fodor László (matematikus)
Fodor László (szlovákul: Ladislav Fodor, született Mayerhoffer) (Szakolca, 1855. június 25. – Sopron, 1924. augusztus 17.) matematikus, pedagógus.

## Élete
Mayerhoffer János és Fodor Franciska fia. Anyja vezetéknevét 1882-ben vette fel. Középiskoláit Pozsonyban (1873-1878) és Budapesten végezte, majd a Bécsi Technikumban. Előbb mérnök akart lenni, majd a matematikával és ábrázoló geometriával kezdett foglalkozni. 1878-1887 között a besztercebányai felső gimnázium tanára, 1887-től haláláig pedig a selmecbányai Bányamérnöki és Erdészeti Akadémián mint az Ábrázoló geometria tanszék vezetője oktatott. 1883-ban Kolozsvárott doktorátust szerzett. 1904-1906 és 1910-1912 között a közben felsőiskolává lett intézmény rektora, majd prorektora volt. A Sopronba költözött felsőiskolán is megszervezte a tanszéki képzést. Ábrázoló geometriát és rajzot, grafosztatikát, elemzõ térmértant, térkép- és szabadkezi rajzot tanított. Halála után a tanszék vezetését Stasney Albert vette át.
Több közép- és felső-iskolai tankönyv szerzője és társszerzője.
A Nemzeti sírkert részeként 2009 óta védett, Fiumei úti sírkertben található sírhelyét (45-1-38) egy tábla és fakereszt jelöli.
A Soproni Egyetem Erdőmérnöki Kar Egyetemi Élő Növénygyűjteményében (Botanikus Kertjében) áll Kutas László szobrász által készített portrészobra, melyet 2002-ben avattak fel.

## Művei
- Wagner Alajossal: Rajzoló geometria a középiskolák alsó osztályai számára, Budapest, 1880.
- Wagner Alajossal: Rajzoló planimetria, 1882 és 1893 között hét Budapesten megjelent kiadást ért meg, Balázsfalván 1887-ben románul is kiadták.
- Sztereometria, Budapest, 1882 és 1911 között szintén hét kiadásban Budapesten és 1887-ben Balázsfalván románul.
- Construktív planimetria a középiskolák III.–IV. osztálya számára, 6. kiadás, Budapest, 1901; 7. kiadása Budapest, 1909.
- Az ábrázoló geometria elemei, akadémiai tankönyv 1. kötet, Budapest, 1882, 2. kötet, Selmecbánya, 1896.